# イヴァン・リン
イヴァン・リン（Ivan Linn）は、作曲家、ピアニスト、プロデューサー、Goldstones Studios代表。

## 概要
映画音楽作曲家としての最新の作品は、2016年8月に公開された「樓下的房客」。
Goldstones Studios以前は、アメリカ・ボストンに拠点を置くロックフュージョン交響楽団「Video Game Orchestra」のマネージメントも担当し、コンサート会場に新たな風を吹き込んだ。同楽団は、2012年に新たなメンバーを率いてアジアツアーを行い、「メタルギアソリッド」、「ストリートファイター」、「God of War」、「HALO」などの作品の音楽にフィーチャーした公演を開催し好評を博した。
ミュージシャンとしては、オスロにて開催された「International Edvard Grieg Piano Competition」にて金賞を受賞。パリにて開催された「Festival international de la diversité culturelle」には、ピアニストとしてUNESCOから招待される。
「キングダムハーツ」シリーズや「LIGHTNING RETURNS:FINAL FANTASY XIII」、2015年にリリースされた「FINAL FANTASY XV -EPISODE DUSCAE-」(エピソードダスカ)にもミュージシャンとして参加。